# 周綝
周綝（？—850年），唐朝軍事人物。

## 生平
大中三年（849年），張直方因嗜酒凌虐士卒，十一月，被逐回長安，軍中遂立周綝為盧龍留後。大中四年九月，周綝病死，張允伸繼任為節度使。